# Кокорин, Лев Александрович
Лев Александрович Кокорин  (19 августа 1918, Николаевск, Сахалинская область — 1 февраля 1989, Ленинград) — советский пловец и ватерполист. Неоднократный чемпион СССР по водному поло. Заслуженный мастер спорта СССР (1951). Участник Олимпийских Игр 1952 года в Хельсинки.

## Биография
Призёр чемпионатов СССР по плаванию. В 1937 году был третьим на дистанциях 100 метров вольным стилем, 100 и 200 метро на спине. В 1945 году стал бронзовым призёром на дистанции 400 метров на спине.
Больших успехов добился, играя в водное поло за ленинградские команды ВМУЗ и ВМС. Чемпион СССР 1940, 1947 и 1950 годов. Участник Олимпийских Игр 1952 года в Хельсинки.
Участвовал в Великой Отечественной войне. Жена Ольга также воевала на фронте и была известной в стране пловчихой.